# Jamtara (Distrikt)
Jamtara ist ein Distrikt im indischen Bundesstaat Jharkhand. 
Die Fläche beträgt 1811 km². Verwaltungssitz ist die gleichnamige Stadt Jamtara. 

## Geschichte
Die Blocks Jamtara, Kundhit, Nala und Narayanpur spalteten sich 2001 vom Distrikt Dumka ab und bildeten den neuen Distrikt Jamtara.

## Bevölkerung

### Übersicht
Die Einwohnerzahl lag bei 791.042 (2011). Die Bevölkerungswachstumsrate im Zeitraum von 2001 bis 2011 betrug 21,12 % und lag damit sehr hoch. Jamtara hat ein Geschlechterverhältnis von 954 Frauen pro 1000 Männer und damit einen für Indien häufigen Männerüberschuss. Der Distrikt hatte 2011 eine Alphabetisierungsrate von 64,59 %, eine Steigerung um knapp 17 Prozentpunkte gegenüber dem Jahr 2001. Die Alphabetisierung liegt damit allerdings immer noch deutlich unter dem nationalen Durchschnitt. Knapp 69,6 % der Bevölkerung sind Hindus, ca. 20,8 % sind Muslime, ca. 0,6 % sind Christen, je ca. 0,1 % sind Sikhs und Jainas und ca. 8,9 % gaben keine Religionszugehörigkeit an oder praktizierten andere Religionen. 16,6 % der Bevölkerung sind Kinder unter 6 Jahren.

### Bevölkerungsentwicklung
In den ersten Jahrzehnten des 20. Jahrhunderts wuchs die Bevölkerung im Gegensatz zu anderen Gebieten bereits stark an. Trotz Seuchen, Krankheiten und Hungersnöten. Seit der Unabhängigkeit Indiens hat sich die Bevölkerungszunahme beschleunigt. Während die Bevölkerung in der ersten Hälfte des 20. Jahrhunderts um rund 29 % zunahm, betrug das Wachstum zwischen 1961 und 2011 144 %. Die Bevölkerungszunahme zwischen 2001 und 2011 lag bei 21,12 % oder rund 138.000 Menschen. Die Entwicklung verdeutlichen folgende Tabellen:
| Jahr      | 1901    | 1911    | 1921    | 1931    | 1941    | 1951    | 1961    | 1971    | 1981    | 1991    |
| Einwohner | 225.405 | 234.519 | 224.059 | 256.100 | 279.114 | 290.056 | 324.745 | 377.711 | 435.284 | 544.874 |

### Bedeutende Orte
Im Distrikt gibt es mit dem Hauptort Jamtara, Karma Tanr und Mihijam laut der Volkszählung 2011 nur drei Orte, die als Städte (towns und census towns) gelten. Dies widerspiegelt den geringen Anteil an städtischer Bevölkerung im Distrikt. Denn nur 75.746 der 791.042 Einwohner oder 9,58 % leben in städtischen Gebieten.

### Volksgruppen
In Indien teilt man die Bevölkerung in die drei Kategorien general population, scheduled castes und scheduled tribes ein. Die scheduled castes (anerkannte Kasten) mit (2011) 72.885 Menschen (9,21 Prozent der Distriktsbevölkerung) werden heutzutage Dalit genannt (früher auch abschätzig Unberührbare genannt). Die scheduled tribes sind die anerkannten Stammesgemeinschaften mit (2011) 240.489 Menschen (30,40 Prozent der Distriktsbevölkerung), die sich selber als Adivasi bezeichnen. Zu ihnen gehören in Jharkhand 32 Volksgruppen. Mehr als 5000 Angehörige zählen die Santal (213.320 Menschen oder 26,97 % der Distriktsbevölkerung), Mahli (7464 Menschen oder 0,94 % der Distriktsbevölkerung), Kol (5256 Menschen oder 0,66 % der Distriktsbevölkerung) und Paharia (5014 Menschen oder 0,63 % der Distriktsbevölkerung).

### Bevölkerung des Distrikts nach Bekenntnissen
Eine deutliche Mehrheit der Bevölkerung sind Hindus. Daneben gibt es mit den Muslimen und den Anhängern traditioneller Religionen zwei starke Gruppen von Minderheitsreligionen.
Die Hindus sind in allen sechs Blocks die stärkste Glaubensgemeinschaft. Im Block Karma Tanr Vidyasagar sind sie mit 48,97 % Bevölkerungsanteil allerdings nur eine relative Mehrheit. Und im Block Narayanpur sind sie mit 50,40 % nur knapp die Mehrheit. Im Block Nala dagegen sind 93,38 % der Bevölkerung Hindus. Es gibt also eine ziemlich große Spannweite zwischen den einzelnen Blocks.
Hochburgen der Muslime sind die Blocks Karma Tanr Vidyasagar (Anteil von 42,81 %) und Narayanpur (Anteil von 41,86 %). Im Gegensatz dazu sind nur 7,61 % der Bevölkerung des Blocks Nala muslimisch. Die Anhängerschaft traditioneller Religionen ist in den Blocks Fatehpur (Anteil von 11,15 %) und Jamtara (Anteil von 15,31 %) stark vertreten.
Die genaue religiöse Zusammensetzung der Bevölkerung zeigt folgende Tabelle:
| Jahr                                   | Buddhisten | Buddhisten | Christen | Christen | Hindus  | Hindus | Jainas | Jainas | Muslime | Muslime | Sikhs | Sikhs | Andere Religionen | Andere Religionen | keine Angaben | keine Angaben | Total   | Total    |
| Jahr                                   | Zahl       | %          | Zahl     | %        | Zahl    | %      | Zahl   | %      | Zahl    | %       | Zahl  | %     | Zahl              | %                 | Zahl          | %             | Zahl    | %        |
| -------------------------------------- | ---------- | ---------- | -------- | -------- | ------- | ------ | ------ | ------ | ------- | ------- | ----- | ----- | ----------------- | ----------------- | ------------- | ------------- | ------- | -------- |
| 2011                                   | 118        | 0,01       | 4419     | 0,56     | 550.560 | 69,60  | 783    | 0,10   | 164.406 | 20,78   | 520   | 0,07  | 68.564            | 8,67              | 1672          | 0,21          | 791.042 | 100,00 % |
| Quelle: Ergebnis der Volkszählung 2011 |            |            |          |          |         |        |        |        |         |         |       |       |                   |                   |               |               |         |          |

## Bildung
Dank bedeutender Anstrengungen steigt die Alphabetisierung. Sie ist dennoch noch weit weg vom Ziel der kompletten Alphabetisierung. Typisch für indische Verhältnisse sind die starken Unterschiede zwischen Stadt und Land sowie den Geschlechtern. Fast neun von zehn Männern in den Städten können lesen und schreiben – aber knapp weniger als die Hälfte der Frauen auf dem Land. Seit der Gründung des Bundesstaats Jharkhand hat sich die Einschulungsrate deutlich erhöht. Mittlerweile gehen laut Angaben des Bundesstaats Jharkhand rund 95 % der Kinder im entsprechenden Alter in die Grundschule. Dies hat zu einem deutlichen Anstieg der Alphabetisierung zwischen 2001 und 2011 geführt.
| Alphabetisierung im Distrikt Jamtara                |                   |                   |                   |                   |
| Einheit                                             | Volkszählung 2001 | Volkszählung 2001 | Volkszählung 2011 | Volkszählung 2011 |
| Einheit                                             | Anzahl            | Anteil            | Anzahl            | Anteil            |
| GESAMT                                              | 269.512           | 50,48 %           | 426.312           | 64,59 %           |
| Männer                                              | 180.958           | 66,22 %           | 258.260           | 76,46 %           |
| Frauen                                              | 88.554            | 33,98 %           | 168.052           | 52,15 %           |
| STADT GESAMT                                        | 38.112            | 80,39 %           | 54.528            | 82,62 %           |
| Stadt-Männer                                        | 22.421            | 89,47 %           | 30.975            | 89,24 %           |
| Stadt-Frauen                                        | 15.691            | 70,22 %           | 23.552            | 75,28 %           |
| LAND GESAMT                                         | 231.400           | 47,57 %           | 371.784           | 62,58 %           |
| Land-Männer                                         | 158.537           | 63,87 %           | 227.285           | 74,99 %           |
| Land-Frauen                                         | 72.863            | 30,58 %           | 144.499           | 49,66 %           |
| Quelle: Ergebnisse der Volkszählungen 2001 und 2011 |                   |                   |                   |                   |